# Rock is Dead
Rock is Dead – singel promujący trzeci album studyjny grupy Marilyn Manson pt. Mechanical Animals. Znalazł się także na soundtracku do filmu Matrix (1999).

## Lista utworów
UK CD1
1. "Rock is Dead"
2. "I Don’t Like the Drugs (But the Drugs Like Me)" (Absinthe Makes The Heart Grow Fonder Remix)
3. "I Can't See Why" (Baxter)

UK CD2
1. "Rock Is Dead"
2. "Man That You Fear" (Acoustic Requiem For Antichrist Superstar)
3. "Television" (Radio Edit) (Baxter)

UK 10" VINYL
1. "Rock Is Dead"
2. "I Don’t Like the Drugs (But the Drugs Like Me)" (Every Day Mix)